# Walter Yacob
Walter Adrián Yacob (Paraná, Provincia de Entre Ríos, Argentina; 7 de junio de 1987) es un futbolista argentino. Juega como marcador central, aunque también puede desempeñarse como lateral tanto por derecha como por izquierda, y su primer equipo fue Unión de Santa Fe. Actualmente se encuentra sin club.

## Trayectoria
Walter Yacob se inició futbolísticamente en Universitario Paraná, club de su ciudad natal, para luego sumarse a las divisiones inferiores de Unión de Santa Fe. Su debut con la camiseta rojiblanca se produjo el 1 de abril de 2006: ese día fue titular en el empate 1-1 ante Atlético Rafaela.
Jugó también en Patronato de Paraná, Libertad de Sunchales, Atlético San Jorge, Sportivo Patria de Formosa, Mitre de Landeta y Achirense.

## Clubes
| Club                       | País      | Año       |
| -------------------------- | --------- | --------- |
| Unión de Santa Fe          | Argentina | 2005-2012 |
| Patronato de Paraná        | Argentina | 2012-2013 |
| Libertad de Sunchales      | Argentina | 2013-2014 |
| Atlético San Jorge         | Argentina | 2014      |
| Sportivo Patria de Formosa | Argentina | 2015      |
| Mitre de Landeta           | Argentina | 2016-2017 |
| Achirense                  | Argentina | 2017-2018 |

### Estadísticas
- Actualizado al 30 de junio de 2018

| Club                      | Div.                | Temporada           | Liga | Liga | Copa Nacional | Copa Nacional | Copa Internacional | Copa Internacional | Total | Total |
| Club                      | Div.                | Temporada           | PJ   | G    | PJ            | G             | PJ                 | G                  | PJ    | G     |
| ------------------------- | ------------------- | ------------------- | ---- | ---- | ------------- | ------------- | ------------------ | ------------------ | ----- | ----- |
| Unión Argentina           |                     |                     |      |      |               |               |                    |                    |       |       |
| 2.ª                       | 2005/06             | 5                   | 0    | -    | -             | -             | -                  | 5                  | 0     |       |
| 2.ª                       | 2006/07             | 21                  | 1    | -    | -             | -             | -                  | 21                 | 1     |       |
| 2.ª                       | 2007/08             | 27                  | 0    | -    | -             | -             | -                  | 27                 | 0     |       |
| 2.ª                       | 2008/09             | 35                  | 2    | -    | -             | -             | -                  | 35                 | 2     |       |
| 2.ª                       | 2009/10             | 21                  | 0    | -    | -             | -             | -                  | 21                 | 0     |       |
| 2.ª                       | 2010/11             | 1                   | 0    | -    | -             | -             | -                  | 1                  | 0     |       |
| 1.ª                       | 2011/12             | 0                   | 0    | 0    | 0             | -             | -                  | 0                  | 0     |       |
| Total                     | Total               | 110                 | 3    | 0    | 0             | -             | -                  | 110                | 3     |       |
| Patronato Argentina       |                     |                     |      |      |               |               |                    |                    |       |       |
| 2.ª                       | 2012/13             | 9                   | 0    | 0    | 0             | -             | -                  | 9                  | 0     |       |
| Total                     | Total               | 9                   | 0    | 0    | 0             | -             | -                  | 9                  | 0     |       |
| Libertad (S) Argentina    |                     |                     |      |      |               |               |                    |                    |       |       |
| 3.ª                       | 2013/14             | 22                  | 0    | 2    | 0             | -             | -                  | 24                 | 0     |       |
| Total                     | Total               | 22                  | 0    | 2    | 0             | -             | -                  | 24                 | 0     |       |
| Sportivo Patria Argentina |                     |                     |      |      |               |               |                    |                    |       |       |
| 3.ª                       | 2015                | 15                  | 0    | -    | -             | -             | -                  | 15                 | 0     |       |
| Total                     | Total               | 15                  | 0    | -    | -             | -             | -                  | 15                 | 0     |       |
| Achirense Argentina       |                     |                     |      |      |               |               |                    |                    |       |       |
| 4.ª                       | 2017                | 10                  | 0    | -    | -             | -             | -                  | 10                 | 0     |       |
| -                         | 2017/18             | -                   | -    | 2    | 0             | -             | -                  | 2                  | 0     |       |
| Total                     | Total               | 10                  | 0    | 2    | 0             | -             | -                  | 12                 | 0     |       |
| Total en su carrera       | Total en su carrera | Total en su carrera | 166  | 3    | 4             | 0             | -                  | -                  | 170   | 3     |

## Palmarés
| Título                     | Club              | País      | Año  |
| -------------------------- | ----------------- | --------- | ---- |
| Ascenso a Primera División | Unión de Santa Fe | Argentina | 2011 |